# To Anyone
To Anyone — дебютный студийный альбом корейской поп-группы 2NE1, изданный 9 сентября 2010 года лейблами YG Entertainment и CJ E&M. Альбом дебютировал на первом месте альбомного хит-парада Gaon Chart.

## Информация об альбоме
Стилистически, альбом To Anyone можно отнести к жанрам K-pop с элементами R&B, танцевальной музыки и хип-хопа. Большая часть текстов песен повествует о женской независимости.
В августе 2010 года глава YG Entertainment Ян Хён Сок объявил об одновременном выпуске трёх синглов для продвижения альбома. Ими стали «Clap Your Hands», «Go Away» и «Can’t Nobody». За два дня до выхода количество предзаказанных копий альбома составило 120 000 копий. 28 октября было объявлено о японском переиздании диска в декабре под лейблом Avex, однако позже выпуск был отложен. С 28 октября альбом начал продаваться в Таиланде, а позже — в Филиппинах.
11 сентября To Anyone дебютировал на 1 месте альбомного хит-парада Gaon и в итоге стал альбомом месяца № 1. В США альбом попал чарт Billboard World Albums.

## Критика
To Anyone получила различные по характеру отзывы музыкальных критикоа. KBS World положительно оценил альбом, заявив, что диск показывает силу рекорд-лейбла YG Entertainment и вокальный талант девушек на примере песни «It Hurts (Slow)». Многие критики негативно оценили использование авто-тюнига голоса. Сайт Allkpop заявил, что, например, в песне «I’m Busy» вообще не слышно реального голоса.

## Синглы
До сольных промосинглов участниц группы был издан регги-ремикс «I Don’t Care», ставший неофициально первым синглом с альбома. Первое выступление с этой версией песни состоялось на телешоу The Music Trend. Сингл был издан 3 сентября 2010 года. 9 февраля 2010 года вышла песня «Try to Follow Me» созданная для рекламной кампании телефона Samsung «Corby CF». Песню охарактеризовали как «мост между старым и новым стилем группы».
9 сентября вышел сингл «Clap Your Hands» и клип к нему. За ним быстро последовали «Go Away» и «Can’t Nobody». Эти три песни были исполнены группой на шоу The Music Trend 12 сентября.
Последним синглом, изданным 31 октября, стала песня «It Hurts (Slow)».

## Список композиций
| №                   | Название                                             | Текст песни            | Музыка                 | Arrangement         | Длительность |
| ------------------- | ---------------------------------------------------- | ---------------------- | ---------------------- | ------------------- | ------------ |
| 1.                  | «Can’t Nobody»                                       | Teddy                  | Teddy                  | Teddy               | 3:28         |
| 2.                  | «Go Away»                                            | Teddy                  | Teddy                  | Teddy               | 3:39         |
| 3.                  | «Clap Your Hands» («박수쳐», «Clap Your Hands»)      | e.knock                | e.knock                |                     | 3:42         |
| 4.                  | «I’m Busy» («난 바빠», «I’m Busy»)                   | Big Tone               | PK, Big Tone           | PK                  | 3:38         |
| 5.                  | «It Hurts (Slow)» («아파 (Slow)», «It Hurts (Slow)») | e.knock, Sunwoo Jungah | e.knock, Sunwoo Jungah | Sunwoo Jungah       | 4:16         |
| 6.                  | «Love Is Ouch» («사랑은 아야야», «Love Is Ouch»)     | Masta Wu               | Choice37, Big Tone     | Choice37            | 3:53         |
| 7.                  | «You and I» (Bom solo)                               | Teddy                  | Teddy                  | Teddy               | 3:54         |
| 8.                  | «Please Don't Go» (CL and Minzy)                     | Teddy                  | Teddy                  | Teddy               | 3:18         |
| 9.                  | «Kiss» (Dara solo ft. CL)                            | Teddy                  | Teddy                  | Teddy               | 3:33         |
| 10.                 | «Try to Follow Me» («날 따라 해봐요», «Follow Me»)   | Teddy                  | Teddy                  | Teddy               | 3:09         |
| 11.                 | «I Don’t Care» (Reggae Remix)                        | Teddy, e.knock         | Teddy, e.knock         | Sunwoo Jungah       | 3:52         |
| 12.                 | «Can’t Nobody» (English Version)                     | Teddy                  | Teddy                  | Teddy               | 3:28         |
| Общая длительность: | Общая длительность:                                  | Общая длительность:    | Общая длительность:    | Общая длительность: | 43:50        |

## Чарты
| Чарт (2010)                      | Наивысшая Позиция |
| -------------------------------- | ----------------- |
| Южная Корея Gaon Album Chart     | 1                 |
| Япония Oricon Weekly Album Chart | 27                |
| США Billboard World Albums       | 7                 |

| Чарт (2010)                  | Наивысшая позиция |
| ---------------------------- | ----------------- |
| Южная Корея Gaon Album Chart | 1                 |

| Чарт (2010)                  | Позиция |
| ---------------------------- | ------- |
| South Korea Gaon Album Chart | 7       |

| Страна      | Дата            | Лейбл                    | Формат               |
| ----------- | --------------- | ------------------------ | -------------------- |
| Южная Корея | 9 сентября 2010 | YG Entertainment, CJ E&M | CD                   |
| Мир         | 9 сентября 2010 | YG Entertainment, CJ E&M | цифровая дистрибуция |
| Таиланд     | 28 октября 2010 | GMM Grammy               | CD and DVD           |
| Филиппины   | 15 января 2011  | Universal Records        | CD and DVD           |

## Награды
| Год  | Награда                 | Категория   | Результат |
| ---- | ----------------------- | ----------- | --------- |
| 2010 | Mnet Asian Music Awards | Альбом года | Победа    |